# Selecció de futbol de Grècia

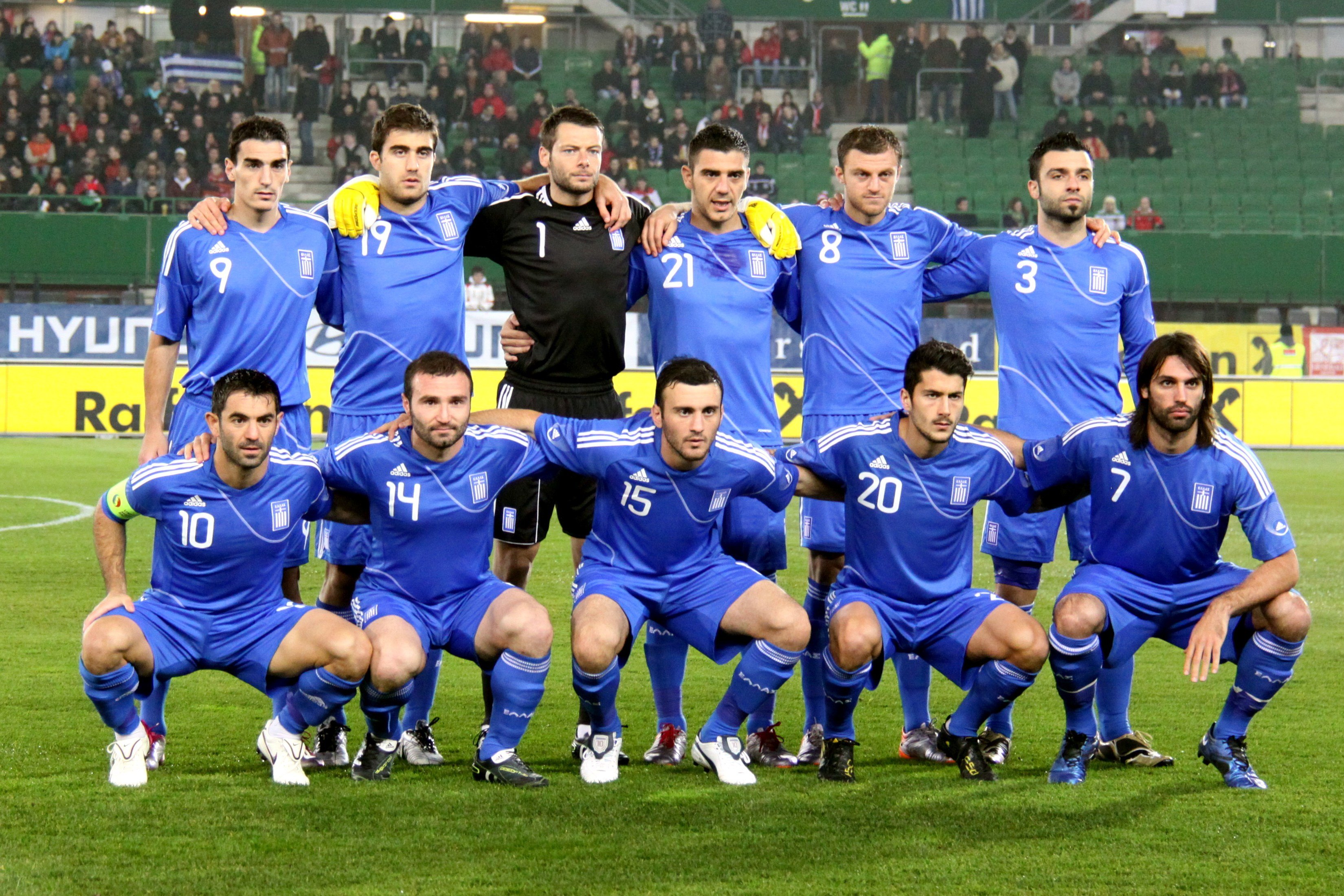
Selecció de futbol de Grècia (17 de novembre del 2010).

La selecció de futbol de Grècia representa a Grècia a les competicions internacionals de futbol. És controlada per la Federació Grega de Futbol.

## Història
La selecció grega de futbol ha estat sempre a un segon nivell dins del concert futbolístic europeu. La seva primera aparició en un gran torneig internacional fou al Campionat d'Europa de 1980 d'Itàlia. Fou eliminada a la primera fase, amb un balanç final de dues derrotes i un empat. Hagué d'esperar fins al Mundial de 1994 als Estats Units per tornar a una gran competició, però finalitzà amb un pobre balanç de tres derrotes en tres partits. El seu major èxit esportiu internacional arribà a l'Eurocopa 2004 de Portugal, on, sense partir com a favorit es proclamà campió en derrotar els amfitrions, Portugal, en la final per 1 a 0.

### Participacions a la Copa del Món
- 1930 - No participà
- 1934 - Abandonà durant la qualificació
- 1938 - No es classificà
- 1950 - No participà
- Des de 1954 a 1990 - No es classificà
- 1994 - Primera ronda
- Des de 1998 a 2006 - No es classificà
- 2010 - Primera fase
- 2014 - Vuitens de final
- 2018 - No es classificà
- 2022 - No es classificà

### Participacions en el Campionat d'Europa
- 1960 - No es classificà
- 1964 - Abandonà durant la qualificació
- Des de 1968 a 1976 - No es classificà
- 1980 - Primera ronda
- Des de 1984 a 2000 - No es classificà
- 2004 - Campions
- 2008 - Primera ronda
- 2012 - Quarts de final
- 2016 - No es classificà
- 2021 - No es classificà

## Equip actual
Els següents 23 jugadors han estat convocats per la Copa del Món 2014
| Dorsal | Posició | Jugador                    | Data de naixement/edat | Partits    | Gols        | Club              |
| ------ | ------- | -------------------------- | ---------------------- | ---------- | ----------- | ----------------- |
| 1      | POR     | Orestis Karnezis           | 11 de juliol de 1985   | {{{caps}}} | {{{goals}}} | Granada CF        |
| 12     | POR     | Panagiotis Glikos          | 3 de juny de 1986      | {{{caps}}} | {{{goals}}} | PAOK              |
| 13     | POR     | Stéfanos Kapino            | 18 de març de 1994     | {{{caps}}} | {{{goals}}} | Panathinaikos FC  |
| 2      | DEF     | Giannis Maniatis           | 12 d'octubre de 1986   | {{{caps}}} | {{{goals}}} | Olympiakos FC     |
| 3      | DEF     | Giorgos Tzavel·las         | 26 de novembre de 1987 | {{{caps}}} | {{{goals}}} | PAOK              |
| 4      | DEF     | Kostas Manolàs             | 14 de juny de 1991     | {{{caps}}} | {{{goals}}} | Olympiakos FC     |
| 5      | DEF     | Vangelis Moras             | 26 d'agost de 1981     | {{{caps}}} | {{{goals}}} | Hellas Verona     |
| 11     | DEF     | Lukàs Vindra               | 5 de febrer de 1981    | {{{caps}}} | {{{goals}}} | Llevant UE        |
| 15     | DEF     | Vasilis Torosidis          | 10 de juny de 1985     | {{{caps}}} | {{{goals}}} | AS Roma           |
| 19     | DEF     | Sokratis Papastathópulos   | 9 de juny de 1988      | {{{caps}}} | {{{goals}}} | Borussia Dortmund |
| 20     | DEF     | José Holebas               | 27 de juny de 1984     | {{{caps}}} | {{{goals}}} | Olympiakos FC     |
| 6      | MIG     | Aléxandros Tziolis         | 13 de febrer de 1985   | {{{caps}}} | {{{goals}}} | Kayserispor       |
| 8      | MIG     | Panagiotis Koné            | 26 de juliol de 1987   | {{{caps}}} | {{{goals}}} | Bologna FC        |
| 10     | MIG     | Giorgos Karagunis (capità) | 6 de març de 1977      | {{{caps}}} | {{{goals}}} | Fulham FC         |
| 16     | MIG     | Làzaros Khristodulópulos   | 19 de desembre de 1986 | {{{caps}}} | {{{goals}}} | Bologna FC        |
| 18     | MIG     | Giannis Fetfatzidis        | 21 de desembre de 1990 | {{{caps}}} | {{{goals}}} | Genoa CFC         |
| 21     | MIG     | Kostas Katsuranis          | 21 de juny de 1979     | {{{caps}}} | {{{goals}}} | PAOK              |
| 22     | MIG     | Andreas Sàmaris            | 13 de juny de 1989     | {{{caps}}} | {{{goals}}} | Olympiakos FC     |
| 23     | MIG     | Panagiotis Takhtsidis      | 15 de febrer de 1991   | {{{caps}}} | {{{goals}}} | Torino FC         |
| 7      | DAV     | Giorgos Samaràs            | 21 de febrer de 1985   | {{{caps}}} | {{{goals}}} | Celtic            |
| 9      | DAV     | Kostas Mítroglu            | 12 de març de 1988     | {{{caps}}} | {{{goals}}} | Fulham FC         |
| 14     | DAV     | Dimitris Salpinguidis      | 18 d'agost de 1981     | {{{caps}}} | {{{goals}}} | PAOK              |
| 17     | DAV     | Theofanis Guekas           | 23 de maig de 1980     | {{{caps}}} | {{{goals}}} | Konyaspor         |

## Seleccionadors
| Nom                  | Període     |
| -------------------- | ----------- |
| Michael Skibbe       | 2015 -      |
| Fernando Santos      | 2010 - 2014 |
| Otto Rehhagel        | 2001 - 2010 |
| Vasilis Daniïl       | 1999 - 2001 |
| Anghel Iordănescu    | 1998 - 1999 |
| Kostas Polikhroniu   | 1994 - 1998 |
| Alketas Panagúlias   | 1992 - 1994 |
| Andonis Georgiadis   | 1989 - 1992 |
| Alekos Sofianidis    | 1988 - 1989 |
| Miltos Papapostolu   | 1984 - 1988 |
| Khristos Arkhontidis | 1982 - 1984 |
| Alketas Panagúlias   | 1977 - 1982 |
| Lakis Petrópulos     | 1976 - 1977 |
| Alketas Panagúlias   | 1973 - 1976 |
| Billy Bingham        | 1971 - 1973 |
| Lakis Petrópulos     | 1969 - 1971 |
| Dan Georgiadis       | 1968 - 1969 |
| Panos Màrkovits      | 1966 - 1968 |
| Lakis Petrópulos     | 1964 - 1966 |
| Trífon Tzanetís      | 1960 - 1964 |
| Paul Baron           | 1959 - 1960 |
| Rino Martini         | 1957 - 1959 |
| Kostas Andritsos     | 1956 - 1957 |
| Ioannis Khelmis      | 1955 - 1956 |
| Andonis Migiakis     | 1954 - 1955 |
| Kostas Negrepondis   | 1953 - 1954 |
| Antonis Migiakis     | 1951 - 1953 |
| Kostas Negrepondis   | 1938 - 1951 |
| Kostas Konstandaras  | 1935 - 1938 |
| Nikólaos Zavolakis   | 1934 - 1935 |
| Jorges Zavolakis     | 1933 - 1934 |
| Levteris Panurgiàs   | 1932 - 1933 |
| Jan Kopsiva          | 1930 - 1932 |
| Apóstolos Nikolaidis | 1929 - 1930 |